# Ocotillo (California)
Ocotillo es un lugar designado por el censo ubicado en el condado de Imperial en el estado estadounidense de California. En el año 2000 tenía una población de 296 habitantes y una densidad poblacional de 12.9 personas por km². Ocotillo se encuentra a 42 km al oeste de El Centro, California.

## Geografía
Ocotillo se encuentra ubicado en las coordenadas 32°44′19″N 115°59′39″O / 32.73861, -115.99417. Según la Oficina del Censo, la ciudad tiene un área total de 2,6 km² (1 mi²), de la cual 23 km² (8,9 mi²) es tierra y 23 km² (8,9 mi²) (0%) es agua.

## Demografía
Según la Oficina del Censo en 2000 los ingresos medios por hogar en la localidad eran de $23,438, y los ingresos medios por familia eran $43,125. Los hombres tenían unos ingresos medios de $24,196 frente a los $55,556 para las mujeres. La renta per cápita para la localidad era de $14,849. Alrededor del 16.6% de la población estaban por debajo del umbral de pobreza.